# Cito
En mitología griega, Cito (el panadero) es uno de los hijos de la ninfa Himalia, la Molinera, y del dios Zeus; concretamente, es el menor de los tres, siendo los demás hermanos Cronio (el sembrador) y Esparteo (el sazonador). 
En el mito de la molinera, Himalia es fecundada por Zeus mediante una lluvia, tras la victoria en la lucha contra los titanes. Los nombres de los hijos guardan relación con tres aspectos de la cultura del trigo; el nombre de Cito, literalmente «el hueco», puede referirse bien al panadero o bien a quien guarda el grano en el silo. Durante el diluvio, los tres hijos sobrevivieron en las zonas más altas de la isla de Rodas.